# Alosa de l'Índia
L'alosa de l'Índia (Mirafra erythroptera) és una espècie d'ocell de la família dels alàudids (Alaudidae)

## Hàbitat i distribució
Habita garrigues àrides, planures amb perdres i terres de conreu del Pakistan i oest i centre de l'Índia.